# WTF? (canción de OK Go)
«WTF?», sigla de What the fuck, es una canción del grupo estadounidense OK Go, lanzado como el primer sencillo extraído del álbum que sacarían un año después, titulado Of the blue colour of the sky. La banda ha revelado que la canción está inspirada por el artista estadounidense Prince. La canción fue incluida en los anuncios publicitarios en marzo de 2010 para los programas de televisión Bones y Fringe.

## Vídeo musical
El video musical fue lanzado al mismo tiempo que fue publicada la canción, y fue codirigido por OK Go y Tim Nackashi. El vídeo completo se realizó mediante un efecto de imagen retardada, y contiene muchos temas psicodélicos. Todos los objetos en el video, como por ejemplo los Wiffle ball bat, cinta adhesiva y pelotas de playa, fueron comprados en una tienda de 99 centavos.

## Listado de las pistas

### Para iTunes
1. "WTF?" - 03:24
2. "WTF?" (Video) - 3:31